# 阿倫湯姆森山
76°57′S 161°43′E / 76.950°S 161.717°E
阿倫湯姆森山（英語：Mount Allan Thomson）是南極洲的山峰，位於維多利亞地的斯科特海岸，海拔高度超過1,400米，由英國探險隊繪入地圖和命名，現時由南極條約體系管理。